# Fasti Capitolini
Fasti Capitolini eller Capitoline Fasti er en liste over de øverste magistrater i den romerske republik, der strækker sig fra det tidlige femte århundrede f.Kr. ned til Augustus (den første romerske kejsers regeringstid). Sammen med lignende lister fundet i Rom og andre steder udgør de en del af en kronologi, der omtales som Fasti Annales, Fasti Consulares eller Consular Fasti, eller lejlighedsvis bare fasti.
Capitoline Fasti blev oprindeligt indgraveret på marmortavler, som blev rejst på Forum Romanum i Rom. Hoveddelene af disse blev opdaget i brudstykker og fjernet fra Forummet i 1546, da gamle strukturer blev demonteret for at skaffe materiale til opførelsen af Peterskirken. De blev bragt til Palazzo dei Conservatori på den tilstødende Kapitol-høj, hvor de i dag er en del af samlingen på Capitoline Museerne sammen med andre romerske antikviteter. Sammen med historierne fra forfattere som Livius og Dionysius af Halicarnassus udgør Capitoline Fasti en af de primære kilder til den romerske kronologi.

## Historie
Udtrykket fasti refererede oprindeligt til kalendere udgivet af pontifikalkollegiet, der angiver de dage, hvor forretningsaktiviter kunne gennemføres (fasti), og de dage, hvor det var forbudt af religiøse årsager (nefasti). Disse kalendere indeholdt ofte lister over de årlige magistrater. I mange kulturer fra antikken var den mest almindelige måde at henvise til individuelle år på ved at angive navnene på de sidende magistrater. De årligt valgte konsuler var de eponyme magistrater i Rom, og derfor var lister over konsulerne, der gik mange år tilbage, nyttige til at datere historiske begivenheder. Med tiden blev sådanne lister også kendt som fasti.
Capitoline Fasti menes at have været indgraveret et af to steder. Enten i muren i Regia-bygning på Forum Romanum – der oprindeligt havde fungeret som de romerske kongers residens, og senere den officielle residens for Pontifex Maximus (Roms ypperstepræst), mellem 36 og 30 f.Kr. Annales Maximi, optegnelser om romersk historie fra den tidligste periode til slutningen af det andet århundrede f.Kr., og en af kilderne som antikkens historikere konsulterede, blev opbevaret i Regia. Alternativt kan Fasti Capitolini have været indskrevet på Augustusbuen i 18 f.Kr. I begge tilfælde blev de efterfølgende videreført ned til Augustus død i 14 e.Kr.
I 1540 godkendte pave Paul III genanvendelse af sten fra Forum Romanum til opførelsen af Peterskirken. Strukturerne i den del af Forum Romanum, hvor Fasti Capitolini blev opdaget, blev demonteret mellem d. 15. august og 14. september 1546. En del af stenen blev solgt til stenhuggere for at blive genbrugt i byggeriet, mens en del blev solgt til kalkbrændere, der skulle bruge dem til cement. Arbejdet blev udført af et nogle lokale stenbrudsmænd, som ikke demonstrerede den store hensyntagen til den arkæologiske værdi af de gamle strukturer, men de lærde Onofrio Panvinio (1529 – 1568) og Pirro Ligorio (ca. 1512 – 1583) observerede nedrivningen og lagde mærke til en del af Fasti Capitolini, der stadig var indlejret mellem pilastre i en mur. Andre dele blev fundet spredt i nærheden, og de to lærde reddede dem og beordrede yderligere tunneler gravet for at lede efter flere fragmenter. Nogle blev fundet indlejret i nærliggende bygninger, hvilket tyder på, at sten fra samme område tidligere var blevet genbrugt.
30 fragmenter af Fasti Capitolini blev fundet sammen med 26 fragmenter af Acta Triumphalia eller Fasti Triumphales, der er blevet dateret til samme periode og registrerer navnene på romerske generaler, der var blevet hædret med en triumf. Kardinal Alessandro Farnese (1520 – 1589) bragte dem til Palazzo dei Conservatori på den nærliggende Kapitol-høj, hvor Ligorio og Michelangelo rekonstruerede dem, baseret på observationer fra Panvinio og Ligorio. Yderligere to fragmenter blev opdaget under udgravninger i Forum Romanum i 1817 og 1818. Andre blev opdaget i udgravninger fra 1872 til 1878, med den sidste opdaget i Tiberen i 1888.
I dag udgør Palazzo en del af Capitoline Museerne og Capitoline Fasti har til huse i Sala della Lupa – ulvens salon – sammen med den capitolinske ulvinde, som galleriet er opkaldt efter.

## Indhold
Eftersom Fasti Capitolini blev fundet i brudstykker, er det usikkert, om de begyndte med republikkens første år eller med kongeriges første år, ligesom tilfældet var for den beslægtede Fasti Triumphales. Det første år, som er delvist bevaret, er 483 f.Kr. Det sidste overlevende år er 13 e.Kr., og Fasti Capitolini sluttede sandsynligvis året efter. De eksisterende år inkluderer navnene på de romerske konsuler samt konsul suffecti, som var dem, der erstattede én konsul, der var nødsaget til at træde tilbage eller døde i løbet af sin embedsår. Fasti Capitolini omfatter også diktatorerne og magistri equitum for de år, hvor de blev udnævnt, såvel som censorerne, sammen med decemvirerne og de konsulære tribuner for de år, hvor disse blev valgt i stedet for konsuler.
Fasti Capitolini menes oprindeligt at have bestået af fire store tabletter, som hver var flere meter høje. Den første løb til 390 f.Kr., den anden til 293, den tredje til 154 og den fjerde til 9 f.Kr., med de resterende år til 14 e.Kr. i marginen. Fasti Capitolini indeholder en række noter, der angiver, hvornår de nævnte magistrater fratrådte, døde eller blev dræbt i løbet af deres embedsår; ligeledes giver de yderligere oplysninger, såsom de år, hvor vigtige krige begyndte, årsagerne til udnævnelsen af diktatorer, antallet af lustrum taget af censorerne, og antallet af år siden grundlæggelsen af Rom, i henhold til Catos æra, givet hvert tiende år. Cato placerede grundlæggelsen af Rom et år senere end Varro.
Capitoline Fasti blev første gang transskriberet og udgivet af Marliani i Rom i 1549, Sigonius i Modena i 1550 og Robortelli i Venedig i 1555. Tidlige publikationer blev kraftigt redigeret for at give et udseende af fuldstændighed. Den nuværende rekonstruktion er en del af Corpus Inscriptionum Latinarum, og vises i første bind – og siden ændret flere gange.

## Historisk nøjagtighed
Selvom nogle forskere har stillet spørgsmålstegn ved nøjagtigheden af Capitoline Fasti – særligt med hensyn til den tidligste del – er den overordnede kronologi bemærkelsesværdigt konsistent mellem de forskellige kilder, og alle de romerske historikere og annalister placerer begyndelsen af republikken inden for et spænd på omkring syv til otte år. Fasti Capitolini repræsenterer den længste version af kronologien, og den nuværende videnskabelige konsensus accepterer næsten hele listen, med to hovedundtagelser: de såkaldte "diktatorår" (fire år i den sidste del af det fjerde århundrede f.Kr.), hvor diktatorerne fra de foregående år siges at have fortsat i embedet uden valg af konsuler; og dernæst også et tidsrum op til vedtagelsen af lex Licinia Sextia i 367 f.Kr., hvor plebejertribuner siges at have forhindret valget af årlige magistrater i fem år for at gennemtvinge vedtagelsen af loven.
De fire "diktatorår" betragtes generelt som nogle, der er tilføjet til listen på et senere tidspunkt, idet en sådan bemærkelsesværdig afvigelse fra den romerske forfatning – som normalt begrænsede en diktators embedsperiode til seks måneder – ikke nævnes af nogen af de romerske historikere, ligesom " diktatorår" heller ikke er fundet i andre kilde end Capitoline Fasti. Det såkaldte "anarki" tidligere i det fjerde århundrede er mindre let at forklare, da historien om denne periode er bekræftet i flere beretninger – herunder Livius og Diodorus Siculus – men det tidsrum, som Rom var uden årlige magistrater, kan være blevet overdrevet; måske kun et år, som anført af Diodorus.